# Oxyrrhis
Oxyrrhis ist eine Gattung heterotropher Dinoflagellaten und die einzige Gattung der Familie Oxyrrhinaceae.
Die Gattung zeichnet sich durch ihren länglichen, nach vorne spitz zulaufenden Körper, ihre komplexen, an der Ventralseite der Zelle ansetzenden Geißelapparate, und einige ganz spezifische Merkmale ihres Zellkerns aus.
Sie bewohnt weltweit eine Reihe von Meeresumgebungen und spielt eine wichtige Rolle in der Dynamik des Nahrungsnetzes dieser Ökosysteme.
Die Gattung hat das Potenzial, als Modellorganismus für die Erforschung anderer Protisten zu dienen.
Oxyrrhis ist eine frühe („basale“) Verzweigungslinie (Klade) der Dinoflagellaten. Sie wurde in der Literatur lange Zeit als monospezifische Gattung beschrieben, die als einzige Art (Spezies) Oxyrrhis marina enthält.
Einige neuere molekularphylogenetische Studien legen nahe, dass Oxyrrhis mit O. marina und O. maritima (mindestens) zwei eigenständige Arten umfasst; während in andere Veröffentlichungen die Ansicht vertreten wird, dass es sich bei den beiden um genetisch unterschiedliche Linien derselben Art handelt.
Nach einem früheren Vorschlag, sollte die Gattung auch O. parasitica als eigenständige Art enthalten.
Der derzeitige Konsens scheint dies auszuschließen, eher dass Oxyrrhis monospezifisch ist und O. marina und O. maritima verschiedene Linien derselben Typusart sind.
Wie auch immer, die Typusart der Gattung ist Oxyrrhis marina.

## Etymologie
Der Gattungsname Oxyrrhis leitet sich ab von altgriechisch ὀξύς oxys, deutsch ‚sharf‘, ‚spitz‘, ‚schnell‘ und ῥίς rhis, deutsch ‚Nase‘ ab, was auf die spitz zulaufende vordere Verlängerung des Zellkörpers hinweist.

## Forschungsgeschichte
Oxyrrhis wurde als Gattung erstmals 1841 von Félix Dujardin beschrieben, der sie in einem Salzwiesen-Habitat in Belgien entdeckte.
Die Literatur über die Gattung ist breit gefächert, da sie häufig in Laborstudien verwendet wird, um sowohl die Evolution von Protistenlinien, als auch die Reaktionen dieses Organismus auf Umweltveränderungen zu untersuchen.
Der Umfang der Erkenntnisse über O. marina nimmt rapide zu, insbesondere in oder seit den 1990er Jahren ist die Zahl der Veröffentlichungen stark angestiegen ist.
Es wurde daher vorgeschlagen, Oxyrrhis als einen neun Modellorganismus (englisch emerging model organism) anzuerkennen, da die Gattung einerseits weit verbreitet, klein und leicht auffindbar ist, und andererseits sich für die Untersuchung einer ganzen Reihe insbesondere ökologischer Fragen eignet.
Aus diesem Grund gibt es derzeit gute Kenntnisse über das Wachstum, die Ernährung und Fortbewegung (Schwimmverhalten) von Oxyrrhis.
Die Reaktionen auf verschiedene Reize, insbesondere chemische Reize, sind ebenfalls gut untersucht und wurden in numerische Modelle zur Bewertung einer Reihe von ökologischen Prozessen einbezogen; ein Grund für die schnell wachsende Zahl von Zitaten dieser Arbeiten.
Außerdem ist Oxyrrhis eine Nahrungsquelle für verschiedene Planktivoren (Planktonfresse), worüber es auch bereits statistische Daten gibt.
Zwischen 1938 und 2009 wurden 144 Arbeiten veröffentlicht, in denen Oxyrrhis als Stichwort vorkommt.
Bei einer Untersuchung von 36 Arbeiten aus den Jahren 1990–2011, in denen O. marina im Titel erwähnt wird, waren etwa 55 % ökologisch orientiert, etwa 40 % untersuchten einen evolutionsbiologischen oder genetischen Aspekt, und 5 % standen im Zusammenhang mit Verbreitungsmustern.

## Habitat und Ökologie
Oxyrrhis wird allgemein als weltweit verbreitet (kosmopolitisch) angesehen; allerdings gibt es nur wenige Studien über das genaue geografische Verbreitungsgebiet.
Die meisten dieser veröffentlichten Daten beschreiben das Verbreitungsgebiet von Oxyrrhis als Meeresumgebungen an der Atlantik- und Pazifikküste der USA, dem Golf von Mexiko, der Atlantikküste Europas, dem Mittelmeer, der Ostsee, dem Indischen Ozean mit Persischem Golf, sowie dem westlichen Pazifik.
Das Vorkommen wurde auch in der südlichen Hemisphäre bestätigt, z. B. um Australien, Südafrika und Brasilien.
In den Polarmeeren (Nordnorwegen, Island) ist die Gattung dagegen selten oder gar nicht anzutreffen, allerdings gibt es nur wenige Stichproben aus diesen Polarregionen.
Oxyrrhis ist im offenen Wasser selten, stattdessen wurde die Gattung in den Küstengewässern angefunden, selbst bei einigen abgelegener Inseln, darunter Hawaii und die Azoren.
Die Gattung weist mit ihren verschiedenen Subkladen insgesamt eine weite Verbreitung auf, teilweise mit Endemie dieser Subtypen. Es wurde beispielsweise entdeckt, dass eine Klade von O. marina weit verbreitet ist und beide Küsten Nordamerikas und das östliche Mittelmeer abdeckt, während eine andere Klade nur in der Ostsee und im Roten Meer vorkommt.
Was den Lebensraum betrifft, so ist Oxyrrhis in vielen Gezeiten- und Küstenhabitaten verbreitet.
Allerdings könnte es bei der Beurteilung der Verbreitung von Oxyrrhis zu Verzerrungen gekommen sein, da praktisch alle Proben aus Küstengebieten, vor allem aus Gezeitentümpeln, und eben nicht aus dem offenen Ozean stammen.
Es wäre unwahrscheinlich, wenn Oxyrrhis bei der weltweiten Verbreitung ausschließlich in Gezeitentümpeln vorkommt, wahrscheinlich ist die Gattung immer ein zumindest kleiner Bestandteil von Planktongemeinschaften sowohl an der Küste als auch im Ozean. Im Übrigen gibt es vereinzelte Hinweise darauf, dass dieser Organismus auch in einigen flachen Meeresbuchten wächst.
Die Unterschiede in den Temperatur- und Salzgehaltsbereichen der ursprünglich als O. marina und O. maritima klassifizierten Linien deuten darauf hin, dass die beiden Typen eine unterschiedliche Ökophysiologie haben.
Der O. maritima zugeschriebene Typ lebt in Gezeitentümpeln mit relativ hohem Salzgehalt und hoher Temperatur, während die O. marina zugeschriebene Linie in einer Wassersäule mit niedrigerem Salzgehalt und niedrigerer Temperatur vorkommt.
Die höchste Temperatur für ein positives Wachstum dieses Subtyps liegt wahrscheinlich bei etwa 32 °C, beim anderen (O. maritima) bei 32 °C und höher. Der Subtyp O. marina wächst nur bei einem Salzgehalt (Salinität) von >= 4 ‰, und die Wachstumsrate nimmt mit dem Salzgehalt bis zu 50 ‰ zu. Der Subtyp O. maritima wächst bei einem Salzgehalt ab 2 ‰, und die Wachstumsrate steigt ebenfalls bis 50 ‰.
Die Gattung Oxyrrhis ist in marinen Lebensgemeinschaften von großer Bedeutung und spielt eine wesentliche Rolle in pelagischen (bodennahen) Nahrungsnetzen, da sie neben Phytoplankton auch Wimpertierchen, Bakterien, sowie von einigen Metazoen Eier, frühe Nauplienstadien und sogar kleinere adulte Tiere und andere Beute verzehren.
Umgekehrt dient Oxyrrhis als Beute für höhere trophische Ebenen, zu denen wiederum einige Metazoen, Wimpertierchen und andere Dinoflagellaten gehören.
Die Verzehrsraten von Oxyrrhis können in vielen Meeres- und Küstensystemen mehr als 60 % der täglichen Phytoplanktonproduktion ausmachen.
Da Oxyrrhis sich von einer Vielzahl von Organismen ernährt oder von diesen gejagt wird, hat die Gattung einen erheblichen Einfluss auf die Struktur des Nahrungsnetzes, die Kohlenstoffkreisläufe und die Energieflüsse innerhalb der marinen Planktongemeinschaft.

## Beschreibung

### Morphologie/Anatomie
Félix Dujardin beschrieb Oxyrrhis als leicht erkennbar an der länglichen, unregelmäßigen, schräg abgestumpften Form und an den Flagellen (fadenförmigen Geißeln).
Jede Zelle ist annähernd eiförmig, farblos bis blassrosa, und hat eine ungefähre Länge von 50 μm.
Der Körper ist vorne spitz zulaufend und eingekerbt; die beiden Geißelfäden gehen seitlich vom Boden der Einkerbung aus.
Im Gegensatz zu anderen Dinoflagellaten fehlen Oxyrrhis ein Cingulum (Gürtel, Querfurche), ein Sulcus (Längsfurche) und Pusteln, was sie in dieser Hinsicht von anderen Dinoflagellaten unterscheidet.

#### Zellmembran
Die Zellmembran von Oxyrrhis enthält ein Mannose-bindendes Lektin, das zur Unterscheidung der Gattung von ihren Beutespezies verwendet werden kann.
Diese spezifische Membranzusammensetzung könnte Oxyrrhis in die Lage versetzen, die Biochemie der Zelloberfläche ihrer potentiellen Beute zu analysieren, um deren Nährwert zu bestimmen. So kann sie darunter andere Mikroalgen von ihrer eigenen Gattung unterscheiden, und diejenige mit der höchsten Nährstoffqualität auswählen.
Oxyrrhis könnte über Nahrungsrezeptoren wie Kontaktchemorezeptoren oder lektinähnliche Rezeptoren verfügen, um Kohlenhydrate als Bestandteile der Zelloberfläche ihrer marinen Mikroalgen- und Bakterienbeute erkennen, was ein hochspezifisches Aufnahmeverhalten ermöglicht.

#### Geißelapparate
Jüngste Studien haben die bereits von Dujardin beschriebenen zwei Geißelapparate von Oxyrrhis genauer untersucht. Im Gegensatz zu den meisten Dinoflagellaten entspringen bei Oxyrrhis beide Geißeln an der Ventralseite („Bauchseite“) der Zelle; die dreidimensionale Struktur dieser Geißeln ähnelt der einiger Gymnodinium-Arten.
Die beiden Geißelapparate sind asymmetrisch und sehr komplex, wobei jede Geißel einen länglichen und einen quer verlaufenden Basalkörper hat, woraus sich acht strukturell unterschiedliche Komponenten ergeben.
Am hinteren Ende des Flagellums befindet sich als einzige Komponente eine große Geißelwurzel, die von 45–50 einzelnem Mikrotubuli ausgeht und mit einer nächstgelegenen, senkrecht ausgerichteten, gestreiften Faserkomponente verbunden ist.
Diese von jedem Basalkörper ausgehenden gestreiften Faserwurzeln weisen Ähnlichkeiten mit der Costa einiger Trichomonaden auf, obwohl diese Organismen andere mitotische Mechanismen haben.
Eine Verbindung der gestreifte Faser schließt an den Basalkörper an und erstreckt sich in Richtung der rechten ventralen („bauchseitigen“) Zelloberfläche, bevor es am dem unter der Theca befindlichen Mikrotubulussystem endet.

Die beiden Geißeln arbeiten zusammen um den Vortrieb zu erzeugen, mit dem Oxyrrhis sich durch das Wasser bewegt.
Die morphologischen und funktionellen Unterschiede zwischen den beiden Geißeln führen dazu, dass Oxyrrhis in einem spiralförmigen Muster schwimmt.

#### Zellkern
Der Zellkern von Oxyrrhis weist mehrere Ähnlichkeiten mit denen anderer Dinoflagellaten auf.
So bleiben die Kernchromosomen während des gesamten Zellzyklus kondensiert, und wie bei anderen Dinoflagellaten gibt es weniger Proteine, die die strukturelle Grundlage der Nukleosomen bilden, als dies typischerweise im Chromatin von anderen Eukaryoten der Fall ist.
Eine weitere Ähnlichkeit zwischen den Kernen von Oxyrrhis und anderen Dinoflagellaten besteht darin, dass ein Trans-Splicing der im Zellkern kodierten mRNAs stattfindet.
Einige Aspekte der Kern- und Chromosomenorganisation von Oxyrrhis sind einzigartig und unterscheiden sie von anderen Dinoflagellaten-Gattungen. So wird die Mitose bei Oxyrrhis durch eine intranukleare Spindel erleichtert und nicht durch eine extranukleare Spindel, wie sie bei Dinoflagellaten typisch ist.
Ein weiteres Merkmal, das bei anderen Dinoflagellaten nicht zu finden ist, ist die Entwicklung der nuklearen „Plaque“, aus der die Spindel entsteht, innerhalb der Kernhülle.
Weitere Alleinstellungsmerkmale von Oxyrrhis sind die vielen langen, dünnen Chromosomen, die durch etliche elektronendichte Körper getrennt sind, sowie ein einziges DNA-assoziiertes histonartiges Protein, das in anderen Dinoflagellaten nicht vorkommt.

#### Mitochondrien
Das mitochondriale Genom von Oxyrrhis ist stark fragmentiert.
Die mitochondrialen mRNAs verwenden nicht-kanonische Startcodons (ATA, ATT, TTG und GTG).

### Lebenszyklus
Oxyrrhis wird im Allgemeinen als haploid angesehen, aber seine wahre Ploidie ist ungewiss (Stand 2013).
Wie andere Dinoflagellaten wachsen Oxyrrhis-Populationen durch vegetative Binärspaltung (Schizotomie).
Wenn diese ausgelöst wird, verschmelzen die haploiden Zellen entweder zu einer beweglichen diploiden Zygote oder bilden eine Ruhezyste, wobei diese in beiden Fällen die Rolle der Gameten übernehmen. Die diploiden Zellen teilen sich einmal durch Meiose, um wieder haploide Zellen hervorzubringen.
Einige Aspekte des Lebenszyklus von O. marina unterscheiden sich jedoch von denen typischer Dinoflagellaten. Während der Teilung bilden sich in der Kernhülle (anders als bei anderen Dinoflagellaten) keine zytoplasmatischen Kanäle mit Mikrotubuli; der mikrotubuläre mitotische Apparat ist stattdessen intranukleär (im Zellkern befindlich). Normalerweise wird bei Dinoflagellaten von den Mikrotubuli eine Bewegung der Chromosomen durch die Kernhülle angetrieben; aber bei O. marina geschieht dies ohne Beteiligung der Kernhülle direkt durch Mikrotubuli.
Außerdem wurde bei O. marina keine doppelbrechende, periodisch gebänderte oder gewölbte Chromosomenstruktur festgestellt, wie sie ebenfalls typisch für Dinoflagellaten ist.
Während sich die Chromosomen von Eukaryoten sich normalerweise nur während der Mitosephase teilen, kann dies bei O. marina während des gesamten Zellzyklus geschehen.

### Genom
Oxyrrhis hat das kleinste bekannte Genkomplement mit mehreren rRNA-Fragmenten und nur zwei proteinkodierenden Genen, cox1 und einer cob-cox3-Fusion. Sein Genom ist wie das anderer Dinoflagellaten stark fragmentiert, aber die Gene sind häufig als Tandemkopien angeordnet, ähnlich wie beim Plasmodium-Genom.

Dabei sind das cox1-Gen und die cob-cox3-Fusion nie auf demselben Genomfragment zu finden.
Weder bei cox1 oder cob-cox3, noch bei den zirkularisierten mRNAs von cob-cox3 wurden kanonische Start- oder Stoppcodons gefunden.
Darüber hinaus weist Oxyrrhis nicht das für andere Dinoflagellaten charakteristische umfangreiche RNA-Editing.

## Bedeutung
O. marina erfüllt eine Reihe von Kriterien, die ihn in Kombination als „Modellorganismus“ für die Beantwortung vieler verschiedener Fragen geeignet machen könnten, wie sie auch im Zusammenhang mit anderen ähnlichen Protisten auftauchen.
O. marina wird zunehmend als Modell in der Ökologie, Evolution und Biogeografie anerkannt, da es leicht zu kultivieren ist und daher gute Kenntnisse über seine ökologischen Eigenschaften und Reaktionen auf chemische Stimuli vorliegen, die bereits in eine Reihe ökologischer Modelle eingeflossen sind.
O. marina ist allerdings nur selten pelagisch oder in offenen Ozeanen anzutreffen, was seine Eignung als Modell für die in diesen Ökosystemen vorkommenden Protisten einschränken könnte.
Die Spezies wurde jedoch in Studien verwendet, die sich mit verschiedenen Prozessen im Zusammenhang mit Protozoen des Meeresplanktons befassten, einer wichtigen Komponente der Dynamik des pelagischen Nahrungsnetzes.
Daher scheint der Konsens zu sein, dass die Verwendung von O. marina als ökologischer Modellorganismus trotz der genannten Unvollkommenheit fortgesetzt wird.
O. marina gewinnt zunehmend an Bedeutung bei der Erforschung der Alveolata im Allgemeinen und von anderen Dinoflagellaten im Besonderen, gerade was zelluläre und molekulare Merkmale und deren Entwicklung betrifft. Dies ist auf die frühe Divergenz von O. marina von dem zu den anderen Dinoflagellaten führenden Zweig zurückzuführen. Es gibt daher gemeinsame morphologische, zytologische und genetische Merkmale mit eng verwandten Taxa, zusätzlich zu einigen Merkmalen, die artspezifisch sind. Die axenische Erhaltung (Reinkultur) von O. marina wurde durch Fortschritte bei den Kultivierungsstrategien erreicht. Zusammen mit der immer leichter zugänglichen Hochdurchsatz-Sequenzierung wird O. marina in naher Zukunft wahrscheinlich zunehmend für evolutionäre und vergleichende genomische Studien von Alveolaten verwendet werden.
Darüber hinaus kann O. marina aufgrund des großen geografischen Verbreitungsgebiets auch als Modell für die Bestimmung der Triebkräfte für die Verbreitung und Ausbreitung von Protisten verwendet werden.
Das Muster und die Verteilung seiner Kladen (Subtyp-Linien) kann zur Untersuchung der relativen Einflüsse von evolutionären Prozessen, historischen Ereignissen und anthropogenen Einflüssen auf die Muster der biologischen Vielfalt innerhalb der freilebenden Meeresprotisten verwendet werden.
O. marina wurde beispielsweise zur Untersuchung der Auswirkungen von „Infochemikalien“ (Information übertragende Chemikalien, Pheromone und Allomone) untersucht, wie etwa das von dem umweltrelevanten Spurengas Dimethylsulfid auf das Verhalten bei der Nahrungssuche.
Dies hat Aufschluss darüber gegeben, wie eine veränderte Verteilung chemischer Hinweise in der Umwelt die Räuber-Beute-Interaktionen zwischen verwandten Gattungen beeinflussen kann.
Neben der Verwendung als Modellorganismus besteht ein wichtiger praktischer Nutzen von O. marina in der Bekämpfung der toxischen Roten Tiden, Algenblüten, die von der Raphidophytenart Heterosigma akashiwo verursacht werden und Organismen auf allen trophischen Ebenen tötet.
In Laborexperimenten kontrolliert O. marina die Populationen von H. akashiwo durch Abweiden. Die berechneten Auswirkungen auf die natürlichen Populationen lassen vermuten, dass O. marina in großem Maßstab gezüchtet werden könnte, um die durch die H. akashiwo verursachten Roten Tiden erfolgreich zu bekämpfen.
Da es sich leicht in großen Mengen züchten lässt und potenziell eine hohe Nährstoffqualität hat, wird Oxyrrhis auch in Fischfutter, um das Überleben der Larven in der Aquakultur und im Handel mit tropischen Fischen zu verbessern, aufweist. Die Fütterung von Oxyrrhis an Fischlarven in der Aquakultur könnte künftige Forschungen über die Rolle von Protozoen als Nahrungsquelle für Fischlarven auch in natürlichen Gewässern fördern.

## Systematik

### Äußere Systematik
Die äußere Systematik der Gattung Oxyrrhis ist etwa wie folgt:
Domäne: Eukaryota
Taxon/Klade: Diaphoretickes Adl et al., 2012
Taxon/Klade: Sar Burki et al. 2008
Superphylum: Alveolata Cavalier-Smith 1991
Phylum: Myzozoa Cavalier-Smith & Chao 2004
Klasse Dinophyceae Fritsch, 1927 [Dinoflagellata (Bütschli, 1885) Cavalier-Smith, 1991]
Ordnung Oxyrrhinales Sournia, 1984 [Oxyrrhida]
Familie Oxyrrhinaceae Sournia, 1984 [Oxyrrhidae]
Gattung Oxyrrhis Dujardin, 1841

### Liste der Arten/Stämme
Typusart der Gattung Oxyrrhis ist O. marina Dujardin, 1841.
Innerhalb der Arten (bzw. Hauptlinien) O. marina und O. maritima gibt es jeweils zwei Kladen, insgesamt viele Isolate bzw. Stämme (englisch strains) – (Auswahl, Stand 23. Januar 2025):
- Oxyrrhis marinaᵀ Dujardin, 1841(A,I,N,O,W,J,T,R) – Typusart(A,T)[19]
  - Klade 1
    - O. marina Isolat OMSH alias SH[20][3]
    - O. marina Isolat OMMS alias MS[21][3]
- Oxyrrhis sp. WHOI_LI1-5-6 (Zugriffnr.: AF330215)(N)[3] Thomas Cavalier-Smith, Ema E. Chao, B. Oates ⇒Oxyrrhis marina Dujardin Klade 1[3]
  - Klade 2
    - O. marina Isolat OMGS alias GS[22][3]
    - O. marina Isolat OMKRR alias KRR[23][3]
- Oxyrrhis maritima Van Meel, 1969(N) ⇒ Oxyrrhis marina Dujardin – auf Artebene synonym(A,W,R)
  - Klade 3
    - O. marina Isolate Porto (Zugriffnr.: FJ853677)[24][3]
    - O. marina Isolate Bahar (Zugriffnr.: FJ853668)[24][3]

  - Klade 4
    - O. maritima Isolat OM_JJ alias JJ[25][3]
    - O. maritima Isolat HamDuck alias HD[26][3]
- Oxyrrhis parasitica Poche 1903(A,W)
- Oxyrrhis tentaculifera W. Conrad 1939 ⇒ Oxyrrhis marina Dujardin – auf Artebene synonym(A,W,R)

Verschiebungen:
- Oxyrrhis phaeocysticola Scherffel 1900(W) ⇒ Hemistasia phaeocysticola (Scherffel) Elbrächter, Schnepf & Balzer 1996(A,R)

(N) – Taxonomie des National Center for Biotechnology Information (NCBI)
(A) – AlgaeBase
(W) – World Register of Marine Species (WoRMS)
(I) – Integrated Taxonomic Information System (ITIS)
(O) – Ocean Biogeographic Information System (OBIS)
(J) – National Institute for Environmental Studies (NIES)
(T) – Taxonomicon
(R) – Interim Register of Marine and Nonmarine Genera (IRMNG)

## Bildergalerie
- LM-Aufnahmen von O. marina OMGS 0105. Balken: 20 µm.
- LM-Aufnahmen von O. maritima OMJJ 305. Balken: 20 µm.
- O. marina mit calcifizierte bzw. decalcifizierter Coccolithophyceae-Beute (A, B und C, D: Gephyrocapsa huxleyi; E, F und G, H: G. oceanica; I, J: Pleurochrysis carterae)[7]
- O. marina beim Einverleiben von Gephyrocapsa huxleyi, die leere Coccosphären werden wieder ausgeschieden (roter Pfeil).[7]
- Zwei Bilder derselben Zelle von O. marina in verschiedenen Fokusebenen. Der Räuber wurde mit mehreren Exemplaren von G. huxleyi zusammengebracht und stieß bald sichtlich leere Coccosphären aus (rote Pfeile).[7]
- Die Bilder zeigen ein einzelnes Exemplar von O. marina, das sich eine Zelle von Coccolithus braarudii einverleibt hat. Der Objektträger wurde etwa 18 Stunden lang bei 18 °C im Dunkeln gelagert. Nach 18 Stunden bewegte sich das Exemplar von O. marina langsam (b-f); nach einiger Zeit begann es sich stark zu drehen und stieß das Beutestück aus (g-o), um dann weiter zu ziehen (p).[7]
- LM-Aufnahmen von Zellen von O. marina. (rechts unten: grün) mit Diatomeen-Beute (rechts: rot). Die Bilder links und rechts zeigen jeweils dieselbe Szene.[34]